# 우리 집에 왜 왔니 (사운드트랙)
영화 《우리 집에 왜 왔니》의 OST는 2009년 4월 2일 디지털 싱글로 발매되었다.

## 배경과 뮤직 비디오
- 2번째 트랙 '기적'은 카라의 멤버 한승연이 솔로로 불렀다.
- 뮤직비디오는 영화를 편집한 내용으로, 한승연은 출연하지는 않는다.
- DSP 미디어가 주최한 팬미팅에서 한승연이 부르기도 하였다.

## 트랙 리스트
| #  | 제목                                   | 작사             | 작곡   | 재생 시간 |
| -- | -------------------------------------- | ---------------- | ------ | --------- |
| 1. | 〈Rain Drops (Feat. G.고릴라) (휘성)〉 | G.고릴라, 김이나 | 이민수 | 3:45      |
| 2. | 〈기적 (한승연 (카라))〉               | G.고릴라, 김이나 | 이민수 | 3:55      |